# Décès en 1019
Pour un article plus général, voir 1019.
Décès
- 1015
- 1016
- 1017
- 1018
- 1019
- 1020
- 1021
- 1022
- 1023

Cette page dresse une liste de personnalités mortes au cours de l'année 1019 :
- 28 juin : Heimerad (en), prêtre allemand.
- 6 octobre : Frédéric de Luxembourg, comte en Moselgau.
- Ibn Hindû, secrétaire de chancellerie, homme de lettres et médecin iranien d'expression arabe.
- Minamoto no Michinari, poète et courtisan japonais du milieu de l'époque de Heian.
- Serge II de Constantinople, patriarche de Constantinople.
- Sviatopolk Ier, grand-prince de la Rus' de Kiev de la dynastie des Riourikides.